# Беттор
Беттор (англ. bettor) — это игрок букмекерской конторы, который делает ставки. Он может заключать пари, как на спортивные, так и на неспортивные события (политика, культура, погода). Главной целью беттора является заработок денег.
По данным исследования портала «Рейтинг Букмекеров», на 2022 год в России было 15,29 миллионов человек, которые хотя бы раз сделали ставку на спорт. При этом активно делают ставки 6,58 миллионов бетторов. Активным пользователем букмекерской конторы считается человек, который заключает пари хотя бы раз в неделю.
Бетторы делятся на типы, в зависимости от успеха в ставках на спорт: новички, любители и профессионалы. Большинство российских игроков предпочитают делать ставки на футбол.

## Примечание
1. ↑  Кто такие бетторы в ставках на спорт? legalbet.ru. Дата обращения: 15 декабря 2023. Архивировано 15 декабря 2023 года.
2. ↑  Оборот букмекерского рынка России достиг 2,9 трлн рублей. bookmaker-ratings.ru. Дата обращения: 15 декабря 2023. Архивировано 15 декабря 2023 года.
3. ↑  Виды игроков в БК: новички, любители, профи и другие. Журнал о букмекерских конторах, ставках на спорт и прогнозах Ironbets (22 апреля 2021). Дата обращения: 15 декабря 2023. Архивировано 15 декабря 2023 года.
4. ↑  Футбол занимает 44% ставочного рынка, а киберспорт уже обогнал MMA – топ популярных видов спорта для ставок. BettingInsider (26 сентября 2019). Дата обращения: 15 декабря 2023. Архивировано 15 декабря 2023 года.